# Ugo Libero Lobina
Ugo Libero Lobina (Sassari, 7 febbraio 1947) è un pittore e scrittore italiano.

## Biografia
Compie i suoi studi a presso l’Istituto d’Arte di Sassari nel 1967, allievo di Stanis Dessi, dopo il diploma inizia ad esporre in Sardegna sia nel continente, nel 1968 si iscrive alla facoltà di architettura a Firenze. Lobina continua a dipingere sistematicamente ma espone con tempi dilatati, quasi con reticenza, sino a quando non conosce di Giorgio Marconi noto gallerista e creatore dello Studio Marconi di Milano, oggi importante Fondazione Marconi. Grazie ai suoi suggerimenti riprende a lavorare ai suoi dipinti con regolarità esponendo nella omonima galleria milanese e negli anni a venire in altre sale a Roma, Urbino e Bologna Ginevra, Parigi. Partecipa anche ad una mostra itinerante in Italia organizzata dalla  Regione Autonoma della Sardegna insieme ai maggiori pittori contemporanei sardi. Nel 1986 consegue il diploma di Teacher of teacher presso l' International Labour Organisation di Torino. Espone alla mostra estiva della Royal Academy of Arts a Londra nel 1987. Sul finire degli anni Ottanta conosce lo scultore  Costantino Nivola  tramite il padre, il poeta Benvenuto Lobina,  che lo spinge ad essere più innovativo con la sua pittura incitandolo a dare maggiore pienezza e colore alle parole che da sempre sono parte essenziale delle sue opere. Questa fase si conclude con la sua personale “Viaggi” del 1997 al Palazzo Ducale Sassari che ottiene un buon successo di pubblico, A seguire l'esposizione alla galleria 2 PiGreco insieme allo scultore Giuseppe Spagnulo. Dall’inizio degli anni Novanta lavora sempre più regolarmente esponendo e ad oggi i suoi dipinti appartengono a collezioni private in Italia, Francia, Stati Uniti e Sud America Ugo Libero Lobina, Cinquanta anni di pittura, Rotary Club Sassari Nord, Castelsardo, 26 giugno 2015.a. La sua produzione è   Parigi, nella collezione Winton. Numerose sono le sue donazioni a privati ed enti, come il Comune di Sassari o la Brigata Sassari.  Lobina esprime sino dai suoi inizi la sua arte scrivendo sulle tele pensieri e poesie scritte da se medesimo e questo lo porta a scrivere sulla carta, inizia a pubblicare poesie e brevi racconti su riviste e giornali, nel 2002 pubblica il suo primo romanzo.
Influenze: Jackson Pollock, Mark Rothko.

## Opere
- Tesoro di famiglia, EBP editore, 2022. ISBN 979-12-5968-559-9.
- Poesie & Fotografie, insieme a G. Manca, 2024. ISBN 979-1222760322.
- Racconti in mutande, KDP Italia, ISBN 9798307361351.